# Alburnus heckeli
Alburnus heckeli es una especie de pez de la familia de los Cyprinidae.

## Reproducción
Es ovíparo.

## Hábitat
Es un pez de agua dulce.

## Distribución geográfica
Se encuentra en el curso superior del río Tigris.